# Vilmos Lázár
Ne doit pas être confondu avec Vilmos Lázár (équitation).
Vilmos Lázár (Szkárosi Lázár Vilmos en hongrois) (1817-1849) est un colonel hongrois exécuté pour sa participation à la révolution hongroise de 1848. Il est l'un des treize martyrs d'Arad.
Vilmos Lázár descend, selon l'historien Gabor Bona, d'une famille de la noblesse hongroise d'ascendance arménienne.